# نادي الحرية (المالديف)
نادي الحرية هو نادي كرة قدم مالديفي يلعب في دوري جزر المالديف لكرة القدم.

## اللاعبون
ملاحظة: تشير الأعلام إلى المنتخب الوطني على النحو المحدد في قواعد الأهلية للفيفا. قد يحمل اللاعبون أكثر من جنسية واحدة غير تابعة للفيفا.
| الرقم | البلد    | المركز | اللاعب           |
| ----- | -------- | ------ | ---------------- |
| 1     | المالديف | حارس   | Ishaq Easa       |
| 2     | المالديف | مدافع  | معصوم عبد الغفور |
| 3     | المالديف | مدافع  | Abdulla Ibrahim  |
| 15    | المالديف | وسط    | علي شيهام        |
| 16    | المالديف | مهاجم  | Ahmed Athif      |

## وصلات خارجية
- الموقع الرسمي